# Lea Susemichel
Lea Susemichel (* 1976 in Worms) ist eine deutsche Journalistin, Autorin und Feministin. Sie lebt in Wien.

## Leben
Lea Susemichel studierte Philosophie und Gender Studies in Wien. Sie schloss ihr Studium 2005 mit einer Magistraarbeit zum Thema „Die Geste als Ereignis“ ab.
Sie schreibt seit 2005 als freie Journalistin für verschiedene Zeitungen und Zeitschriften wie Der Standard, dieStandard.at,  Bildpunkt u. a.
Seit 2006 ist sie Leitende Redakteurin von an.schläge. Das feministische Magazin. Das Magazin zeichnet sich durch einen intersektionalen, queeren Feminismus aus.
Als Autorin, Lehrbeauftragte und Vortragende arbeitet sie zu den Themen feministische Theorie und Bewegung und feministische Medienpolitik. Sie steht für einen Feminismus, der sich nicht nur als Frauen- oder Minderheitenpolitik begreift, sondern in dem es um „gerechte Verteilung von Ressourcen in globaler Hinsicht“ geht.

## Bücher
- Lea Susemichel, Saskya Rudigier, Gabi Horak (Hrsg.): Feministische Medien. Öffentlichkeiten jenseits des Malestream. Ulrike Helmer Verlag, Königstein/Taunus 2008, ISBN 978-3-89741-265-1.[3]
- Lea Susemichel und Jens Kastner: Identitätspolitiken. Konzepte und Kritiken in Geschichte und Gegenwart der Linken. Unrast Verlag, Münster 2018, ISBN 978-3-89771-320-8.[4]
- Lea Susemichel und Jens Kastner: Unbedingte Solidarität, Unrast, Münster 2021, ISBN 978-3-89771-291-1.